# Ravi Batra
Pour les articles homonymes, voir Batra.
Raveendra Nath "Ravi" Batra, né le 27 juin 1943, est un économiste américain d'origine indienne, auteur et professeur à la Southern Methodist University.

## Biographie
Il est l'auteur de six best-sellers internationaux, dont deux sont apparus dans le New York Times. Ses livres se concentrent sur la thèse du capitalisme financier engendrant une inégalité excessive et une corruption politique qui succombe inévitablement à la crise financière et la crise économique. Dans ses œuvres, il propose un système de répartition équitable connu sous le nom PROUT ( PROgressive Utilization Theory) comme un moyen pour assurer le bien-être matériel.
Ravi Batra est apparu sur CBS, NBC, CNN, ABC et CNBC et a été profilé dans le New York Times , Time, et Newsweek. Depuis la crise financière, Ravi Batra a été un invité fréquent des émissions de radio et dans de nombreuses publications.

## Carrière académique
Ravi Batra a obtenu son baccalauréat en arts de l'Université du Punjab en 1963 et une maîtrise de Delhi School of Economics en 1965. En 1969, il a obtenu son doctorat en économie de la Southern Illinois University. Il est devenu professeur adjoint d'économie à l'Université de Western Ontario en 1969. Il a déménagé à la Southern Methodist University de Dallas, au Texas en 1970 pour devenir professeur adjoint d'économie. En 1972, il devient professeur agrégé et en 1973 il a été nommé professeur d'économie et de chef de département à l'âge de 30 ans. Avant 1978, il publie des articles théoriques avancées et deux livres, principalement dans le domaine de la théorie du commerce.

## Les idées nouvelles
En 1963, Ravi Batra a rencontré son mentor, Prabhat Ranjan Sarkar (1921-1990), également connu sous le nom Shrii Shrii Anandamurti aux disciples du mouvement socio-spirituel Ananda Marga (chemin de la béatitude), et après s'être établi dans son domaine de prédilection, il a décidé de contribuer aux travaux de son mentor . En 1978, il publia un livre roman La chute du capitalisme et du communisme : une nouvelle étude de l'Histoire, où il a tourné son regard vers l'économie théorique.
Dans ce livre Ravi Batra a favorisé la théorie du cycle social de son mentor spirituel, Sarkar, fondée sur l'analyse de quatre différentes classes avec différentes préférences psychologiques ou de dotations. Dans le même temps, il a émis l'hypothèse que l'inégalité économique influe sur la performance économique et du changement social.

## L'évolution sociale
Ravi Batra avait prédit que le capitalisme disparaîtrait en quelques décennies, en raison des inégalités qu'il engendrait.
Bien que cela ne se produisit pas, sa prévision de l'effondrement du communisme se réalisera en 1990, plus tôt qu'il ne l'avait prévu.
La principale raison du capitalisme, en tant que formation d'auto-perpétuation sociale, a été jugée sur une trajectoire insoutenable, était la volonté acharnée d'acquérir des acquéreurs toujours plus de capital. Au fil du temps, cette activité a été vue à gagner du terrain et entraîner  booms financierset des bustes[Quoi ?].
Comme l'anarchie n'est pas une situation normale, la classe des chefs militaires serait un pas pour rétablir l'ordre et ainsi ouvrir la voie à une nouvelle ère de "commandants". Dans ce contexte, Ravi Batra examine ce changement social, qui a eu lieu il y a deux millénaires, lorsque la République romaine a été transformée en Empire romain. À cette époque, les soulèvements d'esclaves étaient fréquents, mais ces soulèvements ont été réprimés violemment. Le personnage central dans le développement était le chef militaire, Jules César, qui prit le contrôle du Sénat en diluant ses membres, mais fut à son tour assassiné par les sénateurs mécontents. La classe militaire, dirigée par son fils adoptif Octave, qui va cimenter le nouvel ordre social. Ravi Batra pense qu'un tel scénario dans l'avenir va recentrer la motricité sociale, à l'abri de l'acquisition de l'argent à une maîtrise de la technologie et de la bravoure physique, y compris la conquête de l'espace, annonçant une nouvelle ère de commandants dans l'Ouest. Pour Fukuyama, l'effondrement du communisme soviétique aurait été inévitable, mais pas celle du capitalisme.

## Meilleures ventes
Ravi Batra est l'auteur de six best-sellers internationaux, dont deux sont apparus sur le New York Times liste.
En 1980, il publie la civilisation musulmane et la crise en Iran, où il prédit la chute du Shah et l'émergence d'une classe d'intellectuels, suivie d'une guerre avec l'Irak. En 1984, il a écrit ce qui allait devenir son premier best-seller, d'abord sous le titre cycles réguliers de l'argent, l'inflation, le règlement et les dépressions. Le thème central de ce livre concerne la mauvaise répartition des richesses, que Ravi Batra trouve être à l'origine des épisodes de manies financières spéculatives qui ont été suivies par un accident et une dépression. Ce livre a ensuite été rebaptisé La Grande Dépression de 1990 . Il entra dans la liste du New York Times Best Seller dans la catégorie non-fiction au début de 1987.

## Les travaux récents
En 1993, Ravi Batra a publié The Myth of Free Trade: The Pooring of America dans lequel il affirmait que le libre-échange a permis aux riches de devenir plus riches, mais la plupart des gens se sont appauvris. Batra prédit que l'ALENA, au Mexique crée du chômage et des bas salaires en Amérique. Il a exhorté l'éclatement des grandes entreprises, une augmentation des droits de douane et une réduction drastique des dépenses militaires de transformer le pays autour. Selon lui, les monopoles nationaux génèrent des inégalités et de la pauvreté et des dommages commerciaux mondiaux.
En 1998, il publie Stock Market Crashes of 1998 and 1999: The Asian Crisis and Your Future. Il a prédit la volatilité croissante des marchés boursiers.
En 1999, il a publié un livre The Crash of the Millennium: Surviving the Coming Inflationary Depression, ce qui suggère une chute de la bourse. La baisse des actions de la haute technologie au printemps 2000 secouerait le marché mondial. Toutefois, ses détracteurs soutiennent que le système capitaliste est resté relativement intact.
En 2004, il a écrit un nouveau livre Greenspan's Fraud: How Two Decades of His Policies Have Undermined the Global Economy. où il évalue de façon critique les prescriptions de politique de l'ex-chef de la Réserve fédérale, Alan Greenspan.

## Sources
- (en) Cet article est partiellement ou en totalité issu de l’article de Wikipédia en anglais intitulé « Ravi Batra » (voir la liste des auteurs).